# Schimmel (piano)

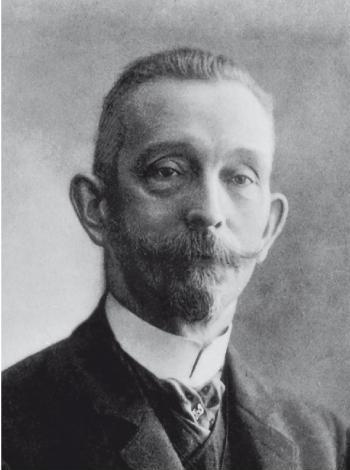
Wilhelm Schimmel, de oprichter van de pianofabriek

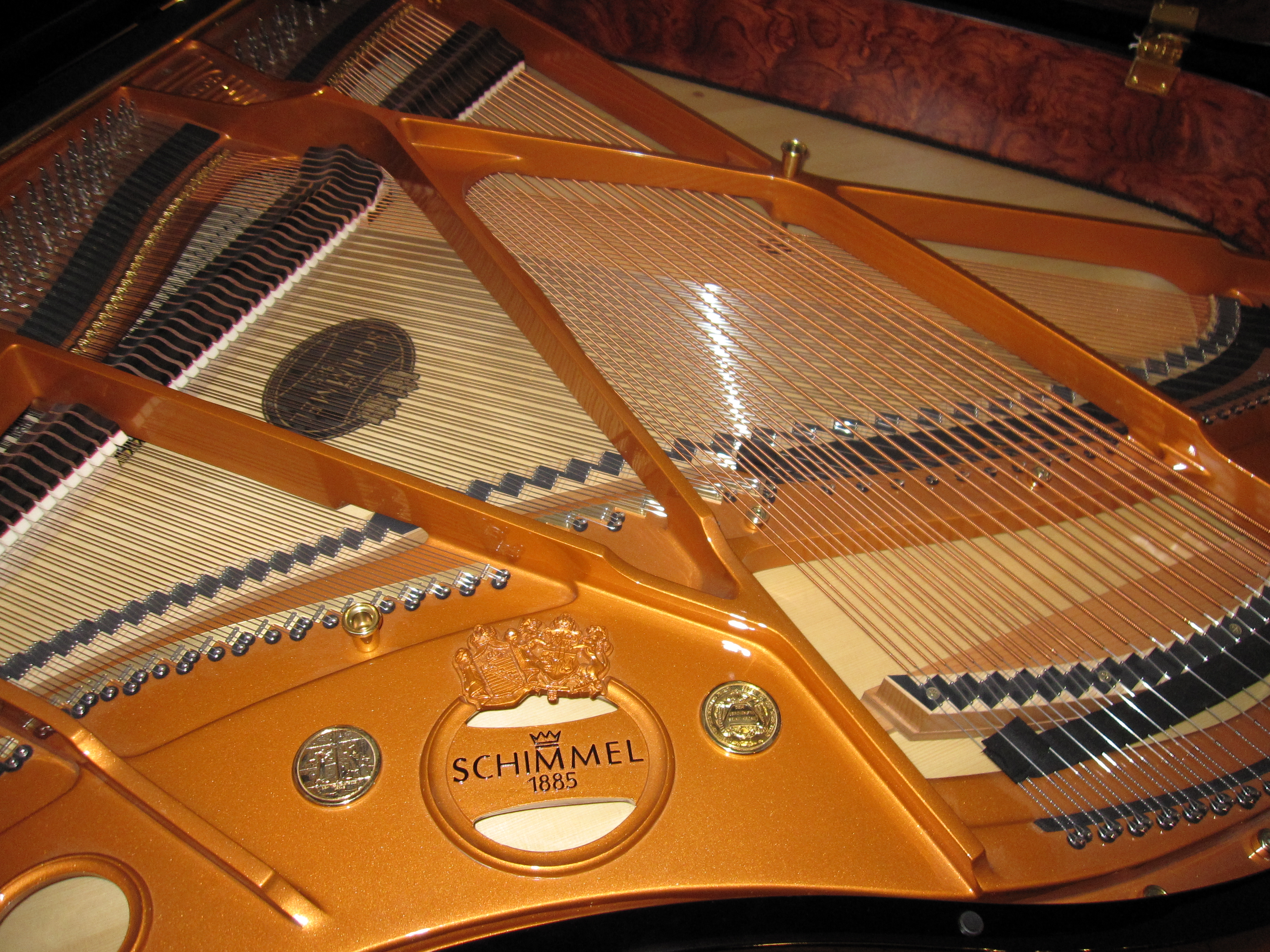
Binnenwerk van een Schimmelvleugel

Schimmel is een vooraanstaande Duitse piano- en vleugelfabrikant, gevestigd in Braunschweig in de deelstaat Nedersaksen.
Op 2 mei 1885 begon Wilhelm Schimmel dit familiebedrijf in een buitenwijk van Leipzig.
In verband met de Aziatische pianocrisis heeft het bedrijf in augustus 2024 toestemming tot opschorting van de lonen aangevraagd.